# Germán Humberto Barbosa Mora
Germán Humberto Barbosa Mora (ur. 24 grudnia 1974 w Bogocie) – kolumbijski duchowny katolicki, biskup pomocniczy Bogoty (nominat).

## Życiorys

### Prezbiterat
Święcenia kapłańskie otrzymał 2 grudnia 2000 i został inkardynowany do archidiecezji Bogoty.

### Episkopat
20 czerwca 2025 papież Leon XIV mianował go biskupem pomocniczym archidiecezji Bogoty ze stolicą tytularną Uzalis.